# Rak štitne žlezde
Rak štitne žlezde se ispoljava kao čvor u tiroidei ili strumi (uvećana štitna žlezda). Maligni tumori štitne žlezde su najčešće karcinomi, ali se mogu javiti i limfomi, kao i ne retko metastaze drugih tumora (karcinoma dojke, bubrega, pluća, jednjaka, kolona i malignog melanoma).

## Klasifikacija
Thoroidni karcinomi se klasifikuju na osnovu njihovih histopatoloških karakteristika.
- Papilarni karcinom (lat. carcinoma papillare) je najčešći rak štitne žlezde.[4] Javlja se kod mladih u drugoj i trećoj deceniji i kod starijih (retko u srednjim godinama). Češći je kod žena. Ispoljava se bezbolnim čvorom koji sporo raste. Čvor manji od 2 cm ima odličnu prognozu. Metastaze najčešće daje u limfne žlezde vrata, ređe u pluća, mozak i kosti. Može da se širi i u samoj štitnoj žlezdi zahvatajući kasnije i njenu kapsulu. Nekada se prvo otkrije metastaza u limfnoj žlezdi, pa zatim primarni karcinom u štitnoj žlezdi. Vezuje radioaktivni jod i to se koristi za postavljanje dijagnoze i za lečenje.
- Folikularni karcinom (lat. carcinoma folicullare) se obično javlja kod starijih, i to češće kod žena.[4] Postoje različite varijante ovog karcinoma koje pokazuju različitu invazivnost, ali u celini on ima relativno dobru prognozu. Podvarijanta Hirtl je invazivnija. Manji tumori imaju bolju prognozu. Folikularni karcinom najčešće daje metastaze u kosti, pluća i mozak. Metastaze vezuju radioaktivni jod, što je važno za dijagnozu i terapiju. Ovaj karcinom može da stvara hormon štitne žlezde i da dovede do tireotoksikoze.
- Anaplastični karcinom[4] se obično javlja posle pedesete godine podjednako kod muškaraca i žena. Izuzetno je invazivan, pa ima lošu prognozu. Nekada se preživljavanje meri mesecima, retko preko godinu dana. Ovaj tumor brzo raste i prodire u dušnik, jednjak, ždrelo i vrat.
- Medularni karcinom[5] (lat. carcinoma medullare) se javlja kod starijih (u šestoj i sedmoj deceniji), nešto češće kod žena. Nekada se javlja nasledno. Ima lošiju prognozu od papilarnog i folikularnog, ali bolju od anaplastičnog karcinoma. Ovaj tumor luči kalcitonin, koji može da se određuje kao tumorski marker (da se koristi za dijagnozu). U ovom obliku karcinoma i njegovim metastazama, može da se taloži kalcijum, što se koristi za dijagnozu (vidi se na rendgenskom snimku).

## Dijagnoza
Rak štitne žlezde ima oblik čvora, pa se dijagnoza sastoji u utvrđivanju prirode pronađenog čvora. Čvor (lat. nodus) je sumnjiv ako je pojedinačan, dok brojni čvorovi u štitnoj žlezdi nisu sumnjivi na rak. U prilog zaključku da je pronađeni čvor maligni ide podatak da je to pojedinačni, bezbolan, tvrd čvor, srastao sa okolinom. Kasnije se obično javljaju čvorovi u limfnim žlezdama vrata. Ciste u štitnoj žlezdi uglavnom nisu rak. Pri scintigrafiji se karcinom najčešće prikazuje kao hladan čvor. Hormoni štitne žlezde su povišeni, ali to nije bitno za postavljenje dijagnoze, jer su povišeni i kod strume. Njihovo praćenje je značajno nakon operacije. Dijagnoza se definitivno postavlja histološkim pregledom materijala dobijenog punkcijom štitne žlezde tankom iglom. Punkcija je jednostavna i nije bolna i ponavlja se u slučaju da nalaz nije potpuno jasan.

## Terapija
Lečenje je hirurško i sastoji se u odstranjenju što većeg dela štitne žlezde. Nakon operacije se doživotno daje tiroksin. On sprečava stvaranje hormona hipofize (TSH), koji stimuliše rad štitne žlezde i može dovesti do ponovnog rasta tumora. Ostatak štitne žlezde i eventualne metastaze se mogu uništiti radioaktivnim jodom. Dalja prognoza zavisi od tipa karcinoma, njegove veličine i raširenosti tj. prisustva metastaza.

## Preventiva
Preventiva se sastoji u što ređem rendgenskom snimanju tj. samo kada je to neophodno. Mali broj karcinoma štitaste žlezde je nasledan. Ako se utvrdi prisustvo gena koji je odgovoran rak, može na vreme da se izvrši preventivna operacija koja spašava život.

## Literatura
- Mitchell, Richard Sheppard; Kumar, Vinay; Abbas, Abul K.; Fausto, Nelson. „Chapter 20”. Robbins Basic Pathology (8. изд.). Philadelphia: Saunders.  978-1-4160-2973-1.

## Spoljašnje veze
|  | Molimo Vas, obratite pažnju na važno upozorenje u vezi sa temama iz oblasti medicine (zdravlja). |